# Хассан Ель-Фар
Хассан Ель-Фар (араб. Hassan El-Far, 21 травня 1912, Каїр — 8 серпня 1973) — єгипетський футболіст, що грав на позиції півзахисника.
Виступав, зокрема, за клуб «Замалек», а також національну збірну Єгипту.

## Клубна кар'єра
У дорослому футболі дебютував виступами за команду клубу «Замалек», кольори якої і захищав протягом усієї своєї кар'єри гравця.

## Виступи за збірну
У складі збірної був учасником чемпіонату світу 1934 року в Італії, футбольного турніру на Олімпійських іграх 1936 року у Берліні.
Помер 8 серпня 1973 року на 62-му році життя.